# Most (huyện)
Huyện Most (tiếng Séc: Okres Most) là một huyện (okres) nằm trong vùng Ústí nad Labem của Cộng hòa Séc. Huyện Most có diện tích 467 km², dân số năm 2002 là 116786 người. Thủ phủ huyện đóng ở Most. Huyện này có 26 khu tự quản.

## Các khu tự quản
Huyện Most có 26 khu tự quản sau: